# ¡Se armó el belén!
¡Se armó el belén! es una película española dirigida y escrita por José Luis Sáenz de Heredia, estrenada el 23 de marzo de 1970.

## Sinopsis
Un sacerdote de barrio, siguiendo las recomendaciones del arzobispado, vende todo en su iglesia para modernizarse,lo cual no gusta nada a sus feligreses. Por ende, tiene una idea: realizar la representación de un Belén viviente y transmitirlo en televisión, para así hacer ganar fama a la parroquia y volver a atraer seguidores.
La película cuenta con un guion repleto de situaciones de humor, basadas en la dificultad de un cura para atraer a la gente y la idea de lograrlo a través de la representación de un Belén viviente.

## Rodaje
El rodaje de la película tuvo como antecedente la clausura unos años antes del Concilio Vaticano II en 1965. Los planos exteriores se rodaron en Madrid y los interiores en los Estudios Roma, también en Madrid. El personaje de Martínez Soria ha sido descrito como «entrañable».

## Elenco
El reparto de la película está formado por:
| - Paco Martínez Soria, como Don Mariano. - Germán Cobos, como don José. - Irán Eory, como Cari. - Julia Caba Alba, como Doña Joaquina. - Manuel Alexandre, como Leandro. - Angel de Andrés, como arquitecto-decorador. - Francisco Guijar, como Andrés. - Rosa Fontana, como Maruja. - José Sepúlveda, como dueño de almacén. | - Carmen Martínez Sierra, como Doña Lupe. - Antonio del Real, como espectador. - Erasmo Pascual, como Marcelino. - Marisa Porcel, como señora. - Juan Manuel Chiapella, como hombre razonable. - Fernando Nogueras, como padre Ramírez. - Valentín Tornos, como Genaro. - Rafael López Somoza, como Sebas. - Jesús Guzmán, como Agustín. - Javier Loyola, como Emilio. |